# Бутень золотистий
Бутень золотистий, бутень плямистий як Chaerophyllum maculatum (Chaerophyllum aureum) — вид рослин родини окружкові (Apiaceae), поширений у Європі й західній Азії.

## Опис
Багаторічна трав'яниста рослина 60–120 см заввишки. Стебла в нижній частині з жорсткими, донизу спрямованими волосками; у верхній частині з віддаленими волосками або голі, часто фіолетово-плямисті. Листки 2–4-перисторозсічені; кінцеві часточки їх неясно обмежені, трикутно-ланцетні, з широкою основою, загострені, в нижній частині глибоко перистонадрізані або перистороздільні, вгорі поступово надрізані. Плоди видовжено-лінійні, 8–10 мм завдовжки і ≈2 мм шириною, з відігнутими стовпчиками.

## Поширення
Поширений у Європі й західній Азії.
В Україні зростає в гірських лісах — в Закарпатті, зрідка (гора Явірник, села Устя Говерли, Синевирська Поляна); в гірському Криму, досить часто.